# Granyena de les Garrigues
Granyena de les Garrigues település Spanyolországban, Lleida tartományban. Granyena de les Garrigues Alcanó, El Cogul, El Soleràs, La Granadella és Torrebesses községekkel határos. Lakosainak száma 163 fő (2024).

## Népesség
A település népessége az utóbbi években az alábbiak szerint változott:
| Lakosok száma | 141  | 559  | 499  | 371  | 200  | 169  | 172  | 162  | 132  | 163  |
|               | 1717 | 1887 | 1936 | 1960 | 1986 | 2004 | 2009 | 2014 | 2019 | 2024 |